# TT Assen 1977
De TT van Assen 1977 was de achtste race van het wereldkampioenschap wegrace-seizoen 1977. De race werd verreden op 25 juni 1977 op het TT-Circuit Assen nabij Assen, Nederland.

## Algemeen
Voor het eerst sinds jaren volgde de TT van Assen op de WK-kalender niet op de Isle of Man TT, want die was haar WK-status kwijtgeraakt. Door de natte trainingen was er al een aantal geblesseerden in de trainingen. Marcel Ankoné was net weer fit na een polsbreuk, maar brak in Assen een sleutelbeen, Hans Rebel brak een pols, Jan Eggens een sleutelbeen, John Dodds liep een buikwond op, Hans Schweiger en de zijspancombinaties
Amedeo Zini/Andrea Fornaro en Martin Kooy/Rob Vader konden door blessures niet starten.

## 500 cc
Wil Hartog was een paar dagen voor de TT nog met darmklachten bij de dokter geweest, maar nu Boet van Dulmen (dubbele armbreuk in Dijon) en Marcel Ankoné (gevallen in de training) niet konden starten was hij de enige Nederlandse kanshebber op een redelijke klassering in de wedstrijd. Hij trainde slechts als tiende en was liefst 5 seconden langzamer dan Barry Sheene en Philippe Coulon, maar hij had zoals altijd een bliksemstart en kwam op de natte baan na de eerste ronde vooraan door. Christian Estrosi, die toch een slechte start had gehad, bleek de enige die Hartog kon bedreigen. Hij kwam steeds dichterbij en nam na zes ronden de leiding zelfs over, maar in de tiende ronde viel hij in de Geert Timmer bocht. Pas twee ronden voor het einde wist Sheene zich los te maken uit de achtervolgende groep en ook hij kwam dichter bij Wil Hartog, maar de tijd was te kort om nog te winnen. Hartog won zijn thuiswedstrijd, Sheene werd tweede en Pat Hennen werd derde.

### Uitslag 500 cc
| Pos | Coureur             | Merk   | Tijd      | Punten |
| --- | ------------------- | ------ | --------- | ------ |
| 1   | Wil Hartog          | Suzuki | 52' 35" 4 | 15     |
| 2   | Barry Sheene        | Suzuki | +5" 9     | 12     |
| 3   | Pat Hennen          | Suzuki | +10" 5    | 10     |
| 4   | Philippe Coulon     | Suzuki | +10" 9    | 8      |
| 5   | Steve Baker         | Yamaha | +11" 6    | 6      |
| 6   | Marco Lucchinelli   | Suzuki | +12" 1    | 5      |
| 7   | Teuvo Länsivuori    | Suzuki | +18" 2    | 4      |
| 8   | Michel Rougerie     | Suzuki | +20" 3    | 3      |
| 9   | Armando Toracca     | Suzuki | +21" 7    | 2      |
| 10  | Virginio Ferrari    | Suzuki | +36" 2    | 1      |
| 11  | Jack Middelburg     | Suzuki | +55" 4    |        |
| 12  | John Newbold        | Suzuki | +1' 21" 7 |        |
| 13  | Gianni Rolando      | Suzuki | +1' 46" 8 |        |
| 14  | Warren Willing      | Yamaha | +2' 34" 9 |        |
| 15  | Leslie van Breda    | Suzuki | +3' 02" 8 |        |
| 16  | Jean-Philippe Orban | Suzuki | +1 ronde  |        |
| 17  | Max Wiener          | Suzuki | +1 ronde  |        |
| 18  | Piet van der Wal    | Yamaha | +1 ronde  |        |
| DNF | Gianfranco Bonera   | Suzuki | val       |        |
| DNF | Christian Estrosi   | Suzuki | val       |        |
| DNF | Giacomo Agostini    | Yamaha |           |        |
| DNF | Franz Rau           | Suzuki |           |        |
| DNF | Karl Auer           | Suzuki |           |        |
| DNF | Willem Zoet         | Suzuki | val       |        |
| DNF | Helmut Kassner      | Suzuki |           |        |
| DNF | Steve Parrish       | Suzuki |           |        |
| DNF | Børge Nielsen       | Suzuki |           |        |
| DNF | John Williams       | Suzuki |           |        |
| DNF | Stu Avant           | Suzuki |           |        |
| DNS | Dave Potter         | Suzuki |           |        |
| DNS | Marcel Ankoné       | Suzuki | blessure  |        |
| DNQ | Jack Findlay        | Suzuki |           |        |
| DNQ | Bo Granath          | Suzuki |           |        |
| DNQ | Alex George         | Suzuki |           |        |
| DNQ | Rob Bron            | Suzuki |           |        |

## 350 cc
In Assen waren de Harley-Davidsons terug (het team had de GP van Joegoslavië overgeslagen om de motorfietsen te verbeteren). Dit keer reed Franco Uncini met frames van Nico Bakker, en Uncini verklaarde meteen dat alle problemen waren opgelost. Hij kwalificeerde zich als vijfde en finishte ook op die positie. Walter Villa reed met het originele Harley-frame en presteerde aanmerkelijk slechter: dertiende in de kwalificatie, achtste in de race. Tom Herron (Yamaha) startte het beste ondanks zijn negende startpositie. Hij werd gevolgd door Mario Lega (Morbidelli), die echter net voor het einde van de eerste ronde in de Geert Timmer-bocht onderuit ging. Na twee ronden nam Kork Ballington (Yamaha) de leiding over. Hij kreeg echter nooit meer dan 1,5 seconden voorsprong op een heftig vechtende groep achter hem. Uiteindelijk bleven er drie man aan de leiding over. Ballington won, Michel Rougerie werd tweede en Patrick Fernandez derde.

### Uitslag 350 cc
| Pos | Coureur             | Merk                   | Tijd      | Punten |
| --- | ------------------- | ---------------------- | --------- | ------ |
| 1   | Kork Ballington     | Yamaha                 | 49' 25" 3 | 15     |
| 2   | Michel Rougerie     | Yamaha                 | +1" 2     | 12     |
| 3   | Patrick Fernandez   | Yamaha                 | +1" 7     | 10     |
| 4   | Tom Herron          | Yamaha                 | +3" 7     | 8      |
| 5   | Franco Uncini       | Bakker-Harley-Davidson | +39" 1    | 6      |
| 6   | Jon Ekerold         | Yamaha                 | +1' 00" 4 | 5      |
| 7   | Olivier Chevallier  | Yamaha                 | +1' 07" 7 | 4      |
| 8   | Walter Villa        | Bakker-Harley-Davidson | +1' 10" 9 | 3      |
| 9   | Alan North          | Yamaha                 | +1' 21" 2 | 2      |
| 10  | Patrick Pons        | Yamaha                 | +1' 22" 1 | 1      |
| 11  | Jack Middelburg     | Yamaha                 | +1' 27" 9 |        |
| 12  | Chas Mortimer       | Maxton-Yamaha          | +1' 31" 2 |        |
| 13  | Helmut Kassner      | Yamaha                 | +1' 32" 5 |        |
| 14  | Jean-François Baldé | Yamaha                 | +1' 32" 6 |        |
| 15  | Eddie Roberts       | Maxton-Yamaha          | +1' 48" 1 |        |
| 16  | Børge Nielsen       | Yamaha                 | +2' 30" 5 |        |
| 17  | Walter Hoffmann     | Yamaha                 | +2' 40" 4 |        |
| 18  | Karl Auer           | Yamaha                 | +2' 49" 3 |        |
| 19  | Rob Bron            | Yamaha                 | +2 ronden |        |
| DNF | Mario Lega          | Bakker-Morbidelli      | val       |        |
| DNF | Vic Soussan         | Yamaha                 | val       |        |
| DNF | Christian Sarron    | Yamaha                 | val       |        |
| DNF | Bernard Fau         | Yamaha                 | val       |        |
| DNF | Pekka Nurmi         | Yamaha                 |           |        |
| DNF | Giacomo Agostini    | Yamaha                 | motor     |        |
| DNF | Tapio Virtanen      | Yamaha                 |           |        |
| DNF | John Weeden         | Yamaha                 |           |        |
| DNF | John Newbold        | Yamaha                 |           |        |
| DNF | Takazumi Katayama   | Yamaha                 | motor     |        |
| DNF | Pentti Korhonen     | Yamaha                 | val       |        |
| DNQ | Etienne Geeraerdt   | Yamaha                 |           |        |
| DNQ | Franz Rau           | Yamaha                 |           |        |
| DNQ | Piet van der Wal    | Yamaha                 |           |        |
| DNQ | Kees van der Kruijs | Yamaha                 |           |        |
| DNQ | Max Wiener          | Yamaha                 |           |        |
| DNQ | Alex George         | Yamaha                 |           |        |
| DNQ | Vinicio Salmi       | Yamaha                 |           |        |
| DNQ | Jack Findlay        | Yamaha                 |           |        |

## 250 cc
De coureurs vroegen de organisatie van de TT van Assen om de 125cc-klasse eerder dan de 250cc-klasse te laten rijden. Daardoor hadden de coureurs die al in de 350cc-klasse hadden gereden even rust, maar het gaf Franco Uncini ook de kans zijn 250 cc-blok in het Bakker-frame, waarmee hij de 350cc-race gereden had, te bouwen. Op de eerste startrij stonden twee Kawasaki's, die van Mick Grant en Barry Ditchburn, één Yamaha (Alan North) en eindelijk ook weer eens een Harley-Davidson (Franco Uncini). Uncini startte echter heel slecht: na twee ronden was hij 19e, terwijl Mick Grant al een enorme voorsprong had opgebouwd op de rest van het veld. Barry Ditchburn, ook slecht gestart, vocht zich naar de derde plaats, maar Uncini was niet te houden en wist zelfs nog tweede te worden. Zelfs Walter Villa reed steeds beter, maar hij moest zich nog behelpen met het originele Harley-frame. Hij wist desondanks vierde te worden. Paolo Pileri kon niet starten vanwege een enkelblessure.
| Pos | Coureur             | Merk                   | Tijd      | Punten |
| --- | ------------------- | ---------------------- | --------- | ------ |
| 1   | Mick Grant          | Kawasaki               | 47' 46" 8 | 15     |
| 2   | Franco Uncini       | Bakker-Harley-Davidson | +8" 6     | 12     |
| 3   | Barry Ditchburn     | Kawasaki               | +13" 2    | 10     |
| 4   | Walter Villa        | Bakker-Harley-Davidson | +17" 8    | 8      |
| 5   | Mario Lega          | Morbidelli             | +19" 2    | 6      |
| 6   | Takazumi Katayama   | Yamaha                 | +25" 5    | 5      |
| 7   | Jon Ekerold         | Yamaha                 | +37" 5    | 4      |
| 8   | Pentti Korhonen     | Yamaha                 | +45" 3    | 3      |
| 9   | Philippe Bouzanne   | Yamaha                 | +1' 09" 6 | 2      |
| 10  | Tom Herron          | Yamaha                 | +1' 21" 2 | 1      |
| 11  | Olivier Chevallier  | Yamaha                 | +1' 24" 4 |        |
| 12  | Patrick Pons        | Yamaha                 | +1' 28" 3 |        |
| 13  | Pekka Nurmi         | Yamaha                 | +1' 31" 7 |        |
| 14  | Aldo Nannini        | Yamaha                 | +1' 46" 2 |        |
| 15  | Masahiro Wada       | Kawasaki               | +1' 46" 5 |        |
| 16  | Warren Willing      | Yamaha                 | +2' 08" 1 |        |
| 17  | Hans Müller         | Yamaha                 | +2' 32" 3 |        |
| 18  | Michel Frutschi     | Yamaha                 | +2' 46" 9 |        |
| 19  | Leif Gustafsson     | Yamaha                 | +2' 47" 9 |        |
| 20  | Albert Siegers      | Yamaha                 | +1 ronde  |        |
| DNF | Alan North          | Yamaha                 |           |        |
| DNF | Kork Ballington     | Yamaha                 |           |        |
| DNF | Jean-François Baldé | Yamaha                 | val       |        |
| DNF | Vic Soussan         | Yamaha                 |           |        |
| DNF | Patrick Fernandez   | Yamaha                 |           |        |
| DNF | Bert Struyk         | Yamaha                 |           |        |
| DNF | Chas Mortimer       | Maxton-Yamaha          |           |        |
| DNF | Toni Mang           | Yamaha                 |           |        |
| DNF | Harald Bartol       | Yamaha                 |           |        |
| DNF | Christian Sarron    | Yamaha                 |           |        |
| DNS | Paolo Pileri        | Morbidelli             | blessure  |        |
| DNS | John Dodds          | Yamaha                 | blessure  |        |
| DNQ | Kees van der Kruijs | Yamaha                 |           |        |
| DNQ | Henk van Kessel     | Yamaha                 |           |        |
| DNQ | Jan van Disseldorf  | Yamaha                 |           |        |
| DNQ | Vinicio Salmi       | Yamaha                 |           |        |

## 125 cc
Harald Bartol (Morbidelli) mocht in de 125cc-klasse heel even aan de leiding rijden, maar Pier Paolo Bianchi (Morbidelli) kwam na de eerste ronde toch weer als eerste voorbij. Hij werd gevolgd door Ángel Nieto (Bultaco), Bartol, Gert Bender (Bender), Jean-Louis Guignabodet (Morbidelli), Walter Koschine (Morbidelli) en Eugenio Lazzarini (Morbidelli). Bianchi wist echter weer afstand te nemen, maar maakte een fout waardoor hij viel. Hij lag toen echter op de 22e plaats en was kansloos voor de overwinning, maar hij wist toch nog als negende te finishen. Nieto kon zo, nog steeds met de oude Bultaco, de race winnen. Harold Bartol werd tweede en Gert Bender met zijn eigenbouw Bender werd derde. Bartol en Bender hadden intussen gezorgd voor spanning in de race, want hun gevecht duurde van start tot finish.

### Uitslag 125 cc
| Pos | Coureur                | Merk       | Tijd      | Punten |
| --- | ---------------------- | ---------- | --------- | ------ |
| 1   | Ángel Nieto            | Bultaco    | 46' 29" 1 | 15     |
| 2   | Harald Bartol          | Morbidelli | +51" 8    | 12     |
| 3   | Gert Bender            | Bender     | +1' 03" 6 | 10     |
| 4   | Toni Mang              | Morbidelli | +1' 04" 0 | 8      |
| 5   | Jean-Louis Guignabodet | Morbidelli | +1' 17" 2 | 6      |
| 6   | Stefan Dörflinger      | Morbidelli | +1' 24" 1 | 5      |
| 7   | Horst Seel             | Seel       | +1' 26" 0 | 4      |
| 8   | Julien van Zeebroeck   | Morbidelli | +2' 00" 1 | 3      |
| 9   | Pier Paolo Bianchi     | Morbidelli | +2' 01" 6 | 2      |
| 10  | Matti Kinnunen         | Morbidelli | +2' 02" 0 | 1      |
| 11  | Hans Müller            | Morbidelli | +2' 03" 2 |        |
| 12  | Walter Koschine        | Morbidelli | +2' 08" 4 |        |
| 13  | Cees van Dongen        | Morbidelli | +2' 31" 3 |        |
| 14  | Theo van Geffen        | Morbidelli | +2' 40" 9 |        |
| 15  | Johann Parzer          | Morbidelli | +2' 44" 5 |        |
| 16  | Thierry Noblesse       | Morbidelli | +2' 45" 1 |        |
| 17  | Jan Huberts            | Morbidelli | +2' 48" 2 |        |
| 18  | Mar Schouten           | Morbidelli | +3' 05" 9 |        |
| 19  | Roel Cornelis          | Morbidelli | +3' 30" 0 |        |
| 20  | Luigi Rinaudo          | Morbidelli | +3' 30" 2 |        |
| 21  | Hans Hallberg          | Morbidelli | +1 ronde  |        |
| 22  | Peter van Niel         | Morbidelli | +1 ronde  |        |
| 23  | Hans-Jürgen Hummel     | Morbidelli | +1 ronde  |        |
| DNF | Eugenio Lazzarini      | Morbidelli |           |        |
| DNF | Jan Ubels              | Buton      | val       |        |
| DNF | Pierre Cecchini        | Maico      |           |        |
| DNF | Henk van Kessel        | Condor     |           |        |
| DNF | Leif Gustafsson        | Morbidelli |           |        |
| DNF | Patrick Plisson        | Morbidelli |           |        |
| DNF | Bert Klaassens         | Yamaha     |           |        |
| DNQ | Alfred Schmid          | Morbidelli |           |        |

## 50 cc
In Assen wilde het Van Veen-team de thuisoverwinning en daarom werden Herbert Rittberger en Eugenio Lazzarini ondersteund door Juup Bosman, Stefan Dörflinger en Julien van Zeebroeck, die allemaal een Van Veen-blokje hadden gekregen. Bosman haalde de start niet eens (kapotte bobine) en van Zeebroeck's Kreidler was na de eerste ronde al te warm gelopen. Cees van Dongen nam de kopstart vanaf de dertiende positie, maar zijn Kreidler verloor toeren en hij moest uiteindelijk opgeven. Al in het begin was hij gepasseerd door Lazzarini en Ángel Nieto (Bultaco), die tot de vierde ronden om de leiding vochten. Toen ging Nieto Lazzarini voorbij en hij begon weg te lopen. Ricardo Tormo (Bultaco) passeerde Lazzarini ook, maar moest toch toestaan dat Nieto met 27 seconden voorsprong won. Het leek er zelfs op dat Lazzarini vijfde zou worden, want hij werd ook nog ingehaald door Herbert Rittberger en Stefan Dörflinger, maar die laatste kon hij nog terugpakken.

### Uitslag 50 cc
| Pos | Coureur                | Merk              | Tijd       | Punten     |
| --- | ---------------------- | ----------------- | ---------- | ---------- |
| 1   | Ángel Nieto            | Bultaco           | 32' 29" 8  | 15         |
| 2   | Ricardo Tormo          | Bultaco           | +26" 9     | 12         |
| 3   | Herbert Rittberger     | Van Veen-Kreidler | +48" 9     | 10         |
| 4   | Eugenio Lazzarini      | Van Veen-Kreidler | +56" 4     | 8          |
| 5   | Stefan Dörflinger      | Van Veen-Kreidler | +58" 6     | 6          |
| 6   | Patrick Plisson        | ABF               | +1' 19" 7  | 5          |
| 7   | Wolfgang Müller        | Kreidler          | +1' 51" 0  | 4          |
| 8   | Hagen Klein            | Kreidler          | +1' 51" 1  | 3          |
| 9   | Hans-Jürgen Hummel     | Kreidler          | +2' 21" 4  | 2          |
| 10  | Peter Looijesteijn     | Kreidler          | +2' 21" 5  | 1          |
| 11  | Ingo Emmerich          | Kreidler          | +2' 28" 7  |            |
| 12  | Ton Kooyman            | Hemeyla           | +2' 40" 9  |            |
| 13  | Theo van Geffen        | GVS               | +2' 51" 0  |            |
| 14  | Günter Schirnhofer     | Kreidler          | +3' 01" 2  |            |
| 15  | Pierre Dumont          | Kreidler          | +3' 02" 2  |            |
| 16  | Jean-Louis Guignabodet | UFO-Morbidelli    | +3' 20" 6  |            |
| DNF | Engelbert Kip          | Kreidler          |            |            |
| DNF | Rudolf Kunz            | Kreidler          |            |            |
| DNF | Henk Wevers            | Kreidler          |            |            |
| DNF | Gerrit Strikker        | Kreidler          |            |            |
| DNF | Theo Timmer            | Kreidler          |            |            |
| DNF | Joaquín Galí           | Bultaco           |            |            |
| DNF | Hans Knoppers          | Kreidler          |            |            |
| DNF | Ramón Galí             | Derbi             |            |            |
| DNF | Benjamin Laurent       | Kreidler          |            |            |
| DNF | Walter Däuwel          | Kreidler          |            |            |
| DNF | Cees van Dongen        | Kreidler          | motor      |            |
| DNF | Jacky Hutteau          | ABF               |            |            |
| DNF | Julien van Zeebroeck   | Van Veen-Kreidler | motor warm | motor warm |
| DNS | Juup Bosman            | Van Veen-Kreidler | bobine     |            |

## Zijspanklasse
In de zijspanrace startten Werner Schwärzel/Andreas Huber met hun ARO-Fath als snelsten, gevolgd door George O'Dell met zijn nieuwe bakkenist Cliff Holland (eerder passagier van Dick Greasley). O'Dell begon als leider aan de tweede ronde, maar viel uit doordat een framebuis verboog waardoor zijn achterwiel het motorblok raakte. Na zeven ronden hadden Rolf Biland/Kenneth Williams de leiding weer te pakken om ze niet meer af te staan. Alain Michel/Gérard Lecorre werden tweede en Schwärzel/Huber derde.

### Uitslag zijspanklasse
| Pos | Coureur           | Bakkenist                 | Merk          | Tijd          | Punten        |
| --- | ----------------- | ------------------------- | ------------- | ------------- | ------------- |
| 1   | Rolf Biland       | Kenneth Williams          | Schmid-Yamaha | 45' 12" 4     | 15            |
| 2   | Alain Michel      | Gérard Lecorre            | GEP-Yamaha    | +14" 5        | 12            |
| 3   | Werner Schwärzel  | Andreas Huber             | ARO-Fath      | +1' 00" 6     | 10            |
| 4   | Göte Brodin       | Per-Erik Wickström        | Windle-Yamaha | +1' 22" 2     | 8             |
| 5   | Bruno Holzer      | Karl Meierhans            | LCR-Yamaha    | +1' 23" 7     | 6             |
| 6   | Dick Greasley     | Mick Skeels               | Windle-Yamaha | +1' 41" 7     | 5             |
| 7   | Hermann Schmid    | Martial Jean-Petit-Matile | Schmid-Yamaha | +1' 58" 8     | 4             |
| 8   | Cees Smit         | Jan Smit                  | König         | +2' 09" 0     | 3             |
| 9   | Helmut Schilling  | Rainer Gundel             | Schmid-Yamaha | +2' 19" 0     | 2             |
| 10  | Malcolm Hobson    | Stuart Collins            | Windle-Yamaha | +2' 46" 0     | 1             |
| 11  | Siegfried Schauzu | Lorenzo Puzo              | Schmid-Yamaha | +3' 04" 3     |               |
| 12  | Max Venus         | Norbert Bittermann        | Eckl-König    | +3' 12" 4     |               |
| DNF | George O'Dell     | Cliff Holland             | Seymaz-Yamaha |               |               |
| DNS | Amedeo Zini       | Andrea Fornaro            | König         | blessure Zini | blessure Zini |
| DNS | Martin Kooy       | Rob Vader                 | KOVA-König    | blessure      |               |

1925 · 1926 · 1927 · 1928 · 1929 · 1930 · 1931 · 1932 · 1933 · 1934 · 1935 · 1936 · 1937 · 1938 · 1939 · 1940–1945 · 1946 · 1947 · 1948 · 1949 · 1950 · 1951 · 1952 · 1953 · 1954 · 1955 · 1956 · 1957 · 1958 · 1959 · 1960 · 1961 · 1962 · 1963 · 1964 · 1965 · 1966 · 1967 · 1968 · 1969 · 1970 · 1971 · 1972 · 1973 · 1974 · 1975 · 1976 · 1977 · 1978 · 1979 · 1980 · 1981 · 1982 · 1983 · 1984 · 1985 · 1986 · 1987 · 1988 · 1989 · 1990 · 1991 · 1992 · 1993 · 1994 · 1995 · 1996 · 1997 · 1998 · 1999 · 2000 · 2001 · 2002 · 2003 · 2004 · 2005 · 2006 · 2007 · 2008 · 2009 · 2010 · 2011 · 2012 · 2013 · 2014 · 2015 · 2016 · 2017 · 2018 · 2019 · 2021 · 2022 · 2023 · 2024 · 2025